# Puente monumental de Arganzuela
El puente monumental de Arganzuela o puente de Perrault está situado en la ciudad española de Madrid. Cruza el río Manzanares y el parque Madrid Río, enlazando los distritos de Carabanchel y Arganzuela. Se encuentra ubicado entre el puente de Toledo y el puente de Praga.
Fue diseñado por el arquitecto francés Dominique Perrault. Su construcción comenzó a fines de 2010 y fue inaugurado en marzo de 2011. Perrault ha participado en numerosos proyectos de transformación urbana en Europa y en Asia. En Madrid ya había dejado una muestra de su estilo diseñando la Caja Mágica, también al borde del Manzanares.

## Historia y antecedentes

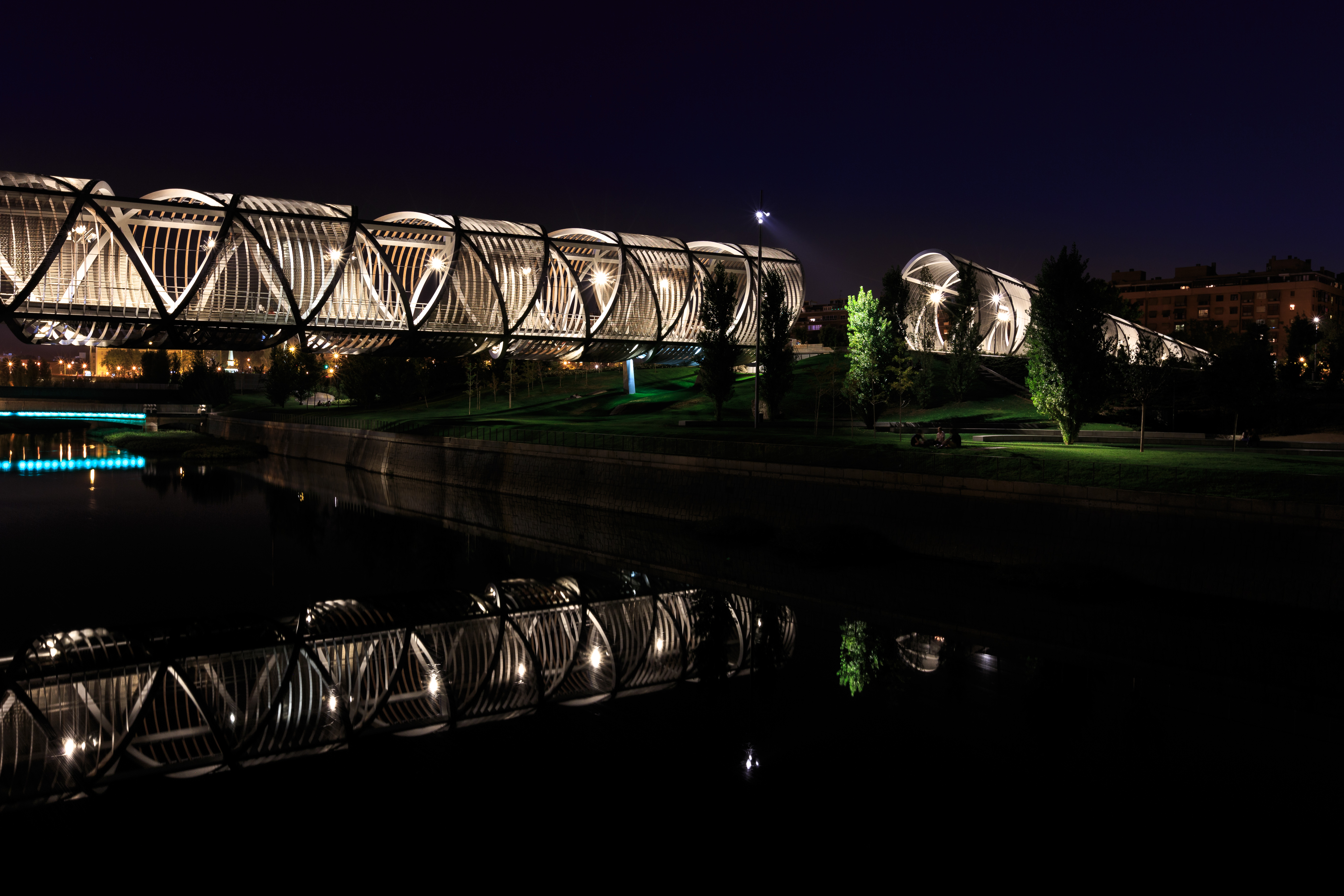
Puente monumental de Arganzuela por la noche, Madrid.

Tras la construcción de calle 30, el soterramiento de la antigua autovía de circunvalación de Madrid conocida como M-30, el concejal de Carabanchel pidió al alcalde de Madrid, Alberto Ruiz Gallardón un puente monumental que uniera Carabanchel con el centro de Madrid.
De este modo, el puente de Arganzuela forma parte del reciente plan urbano de Madrid, llamado Madrid Río, una zona peatonal y de recreo construida entre los años 2006 y 2011 en los márgenes del río Manzanares, sobre el trazado soterrado de la vía de circunvalación M-30 desde el nudo Sur hasta el enlace con la A-5. 
En 2016, el proyecto se hizo con el galardón "Veronica Rudge Green Prize in Urban Design" de la Universidad de Harvard por su diseño e impacto social y cultural en la transformación del río.
Debido a la posición geográfica de la pasarela, ésta actúa como mirador desde el que se puede ver, aguas arriba, el conocido puente de Toledo, construido entre 1718 y 1732 por el arquitecto Pedro de Ribera. Aguas abajo se encuentra el puente de Praga.

## Descripción de la obra

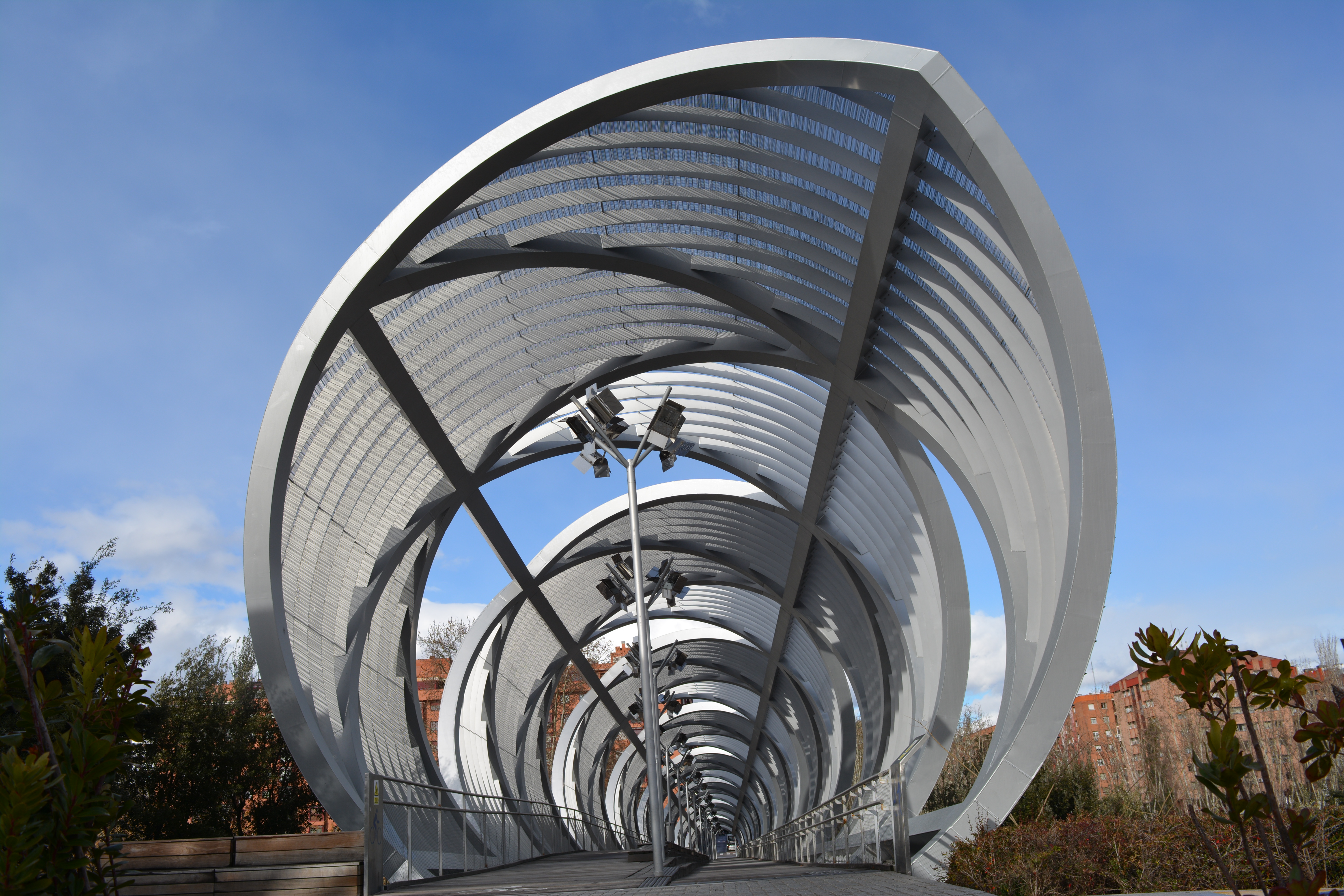
Vista centrada desde el extremo sur

El puente está formado por dos tramos unidos mediante una colina artificial situada en el lado norte del río. El tramo sur tiene 150 metros de longitud y cruza el río Manzanares perpendicularmente, conectando la colina central con la zona de equipamiento, situada entre la Avenida del Manzanares y la calle Antonio López. El tramo norte, de 128 metros de longitud, se despliega sobre el Parque de la Arganzuela, uniendo la colina con el Paseo de Yeserías.
Los tramos del puente tienen sección circular con forma cónica longitudinal y no tienen un eje común porque están desfasados entre sí. El arquitecto jugó con la topografía del terreno, de forma que el usuario puede escoger, cuando llega al final de cada uno de los tramos, atravesar la plataforma de encuentro para seguir hacia el otro cono o utilizar el nuevo acceso al parque.
La pasarela está diseñada para uso peatonal y ciclista. Sobre la estructura principal se apoya el tablero en el que están situadas las vías peatonal y ciclista, entre ambas y ayudada por un pequeño desnivel provocado, se generan unas pequeñas gradas/escaleras en las que se sitúan una serie de bancos.
Durante el día, todo el puente brilla por efecto del sol y destaca entre el verde que predomina en el parque. Por la noche, se ilumina mediante focos. El suelo del puente es de madera, con rendijas para evitar zonas oscuras en la parte inferior. A lo largo del recorrido se forman varios miradores.

## Estructura
Cada tramo del puente se compone de una estructura auto-portante helicoidal con forma cónica, formada por seis cordones longitudinales rectos y dos espirales curvas de acero inoxidable entrelazadas que se cruzan diagonalmente. El tramo norte proporciona una superficie de 922 m² y el sur de 762 m². Las diagonales discurren a lo largo de cuatro hélice, las cuales pueden agruparse en dos familias con direcciones contrarias. Los conos tienen un diámetro variable entre los 5 y los 12 metros.

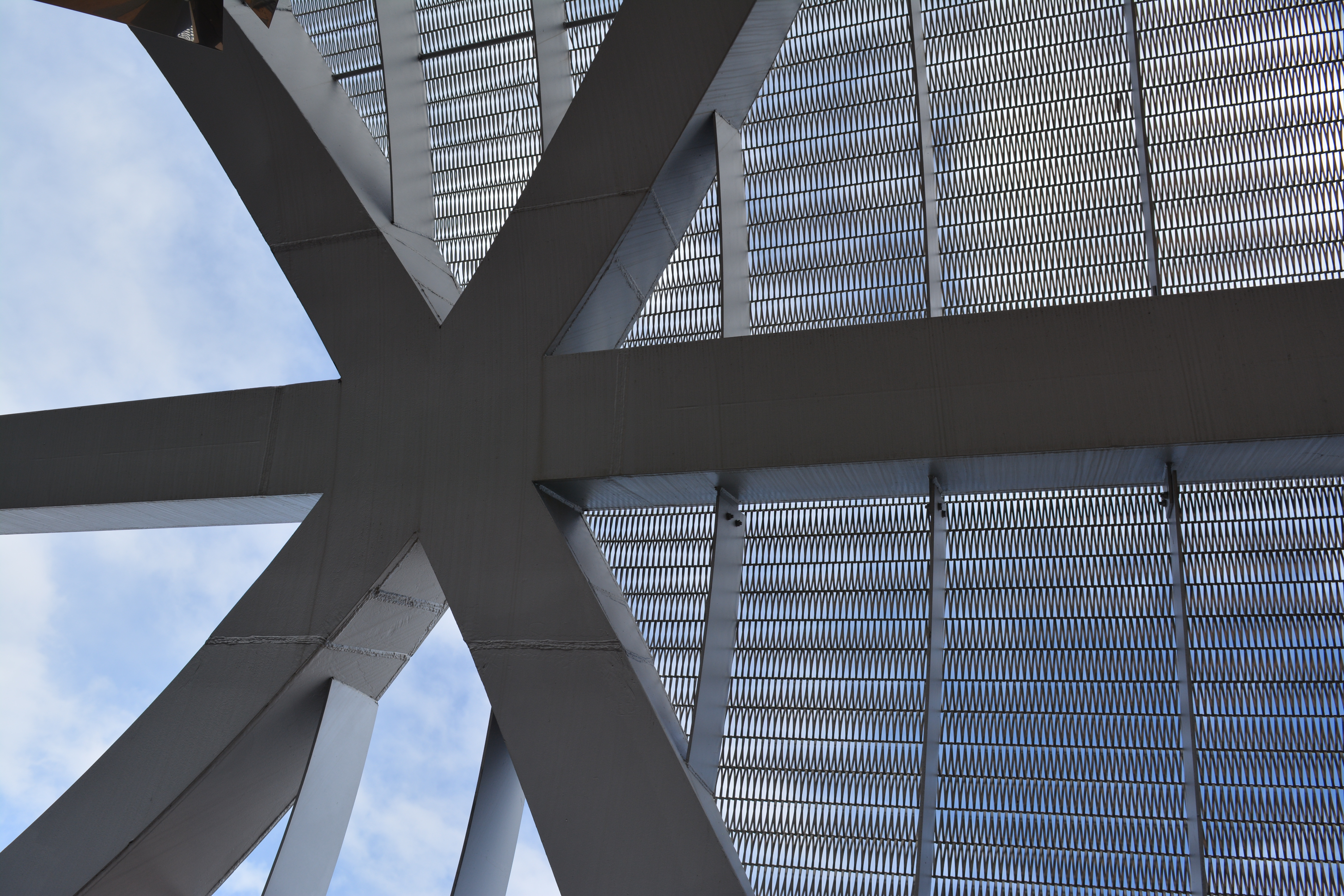
Detalle de nudo soldado

Tanto los cordones horizontales como las diagonales tienen una sección cuadrada de 450 milímetros. Todas las uniones de la estructura de acero se realizan mediante soldadura, a excepción de la conexión de las costillas con los cordones longitudinales, unidas mediante dos tornillos con agujero rasgado a una chapa soldada a la estructura.
A pesar de que la relación luz-canto del puente entra dentro de unos márgenes aceptables y ser una estructura formada por un entramado de barras (disposición adecuada para este tipo de elementos), pierde parte de su idoneidad debido al curvado de sus diagonales, que introduce indeseables esfuerzos de flexión en las mismas.

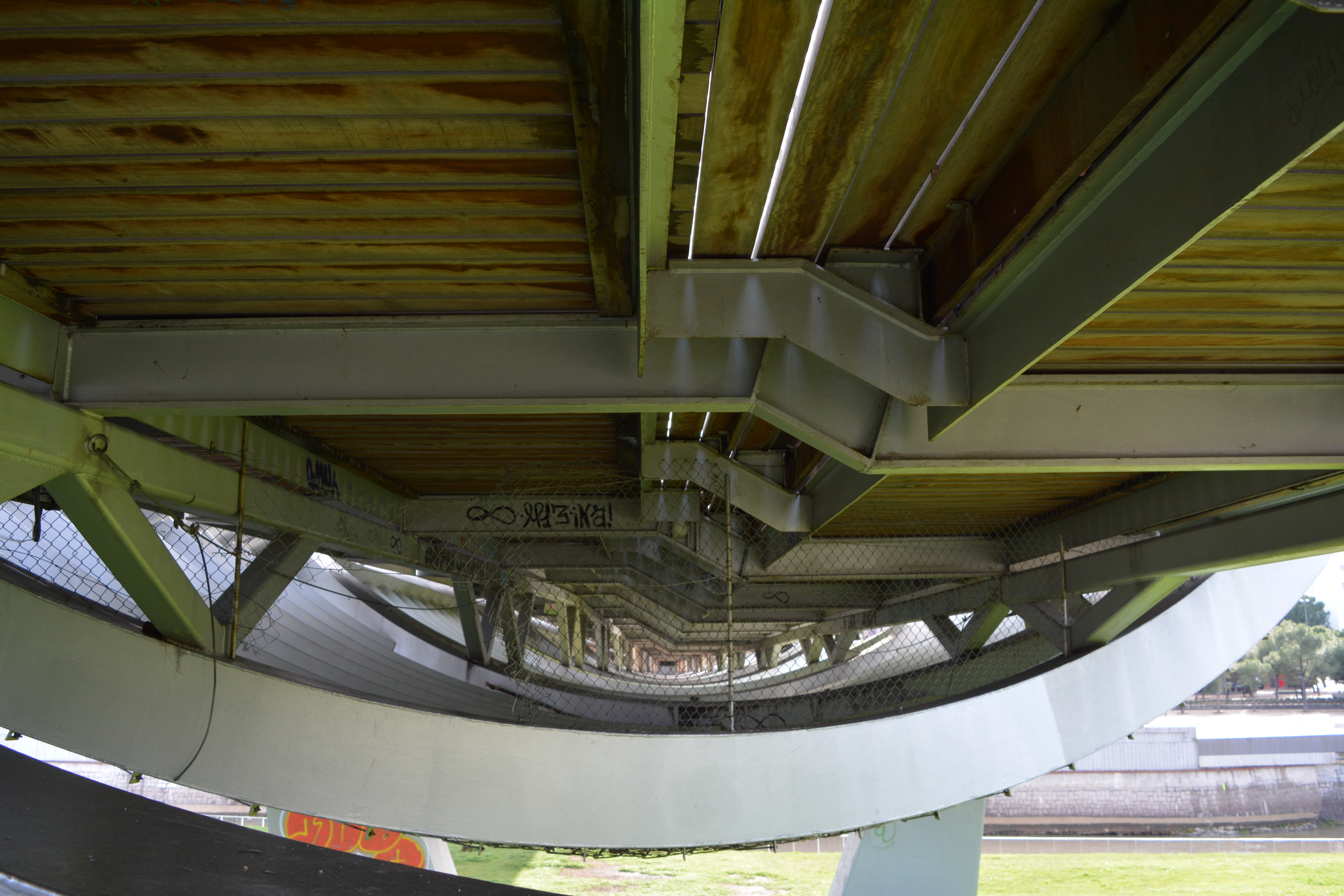
Detalle inferior de la plataforma

La pasarela se apoya en vigas quebradas, para formar el desnivel de las plataformas. Éstas, a su vez, se apoyan transversalmente en la estructura principal mediante unas celosías de acero inoxidable con sección tubular. 
La estructura principal de cada tramo se apoya en cuatro pilas, dos por cada apoyo de acero. Las luces libres entre apoyos son de 117 y 96 metros, respectivamente para los tramos sur y norte.

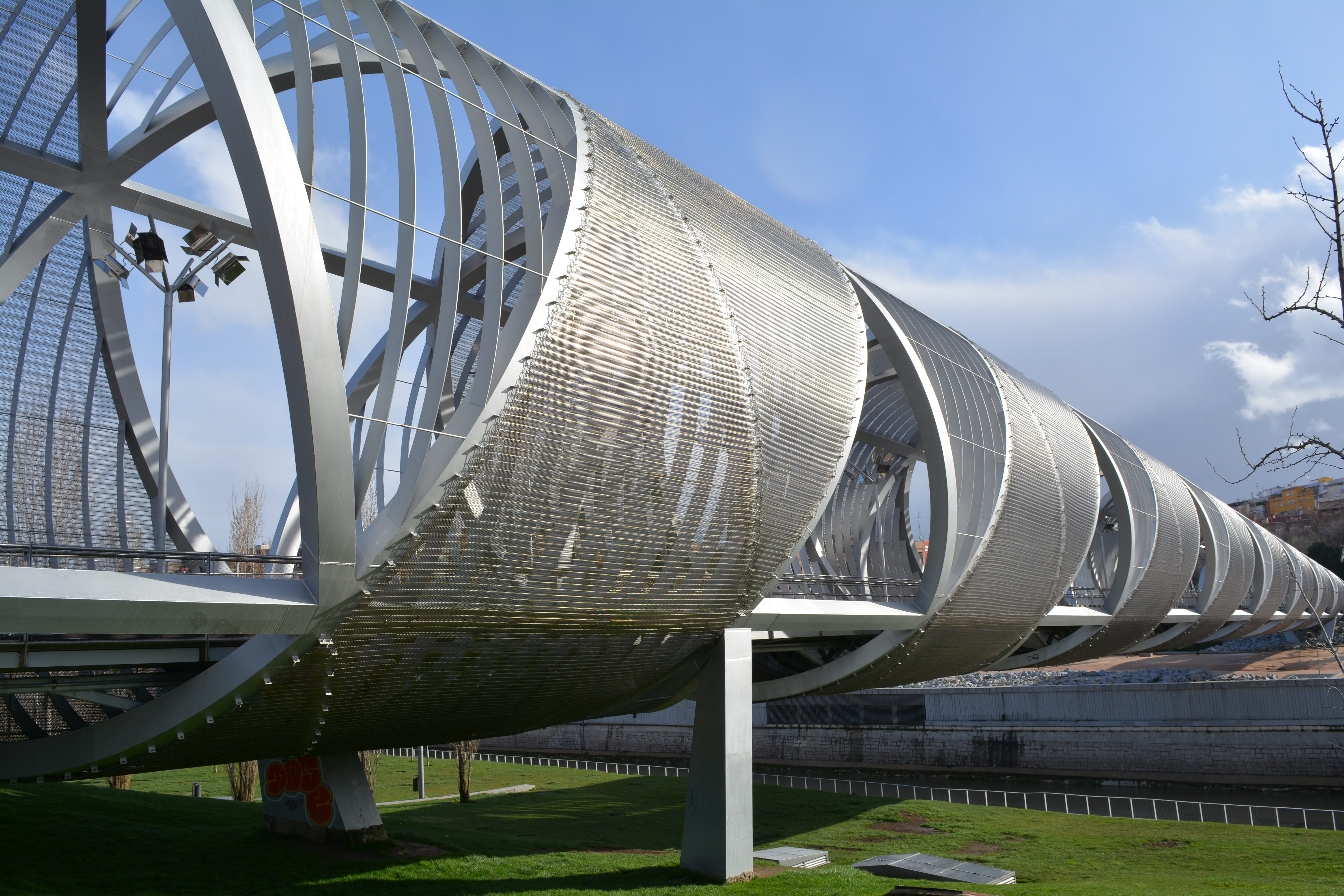
Pilas de cimentación

La cimentación del puente es bastante compleja. Combina algunos tramos de pilotes o micropilote profundos con otros realizados directamente sobre las pantallas de los túneles de la M30 que pasa por debajo. Cada uno de los conos descansa sobre dos pilares ubicados en cada extremo, dando la sensación de que la pasarela flota en el aire.

## Construcción y materiales
El material principal del puente es el acero inoxidable, que conforma los cordones principales, las hélices y la estructura de las plataformas. Para la cimentación, se emplea hormigón armado.

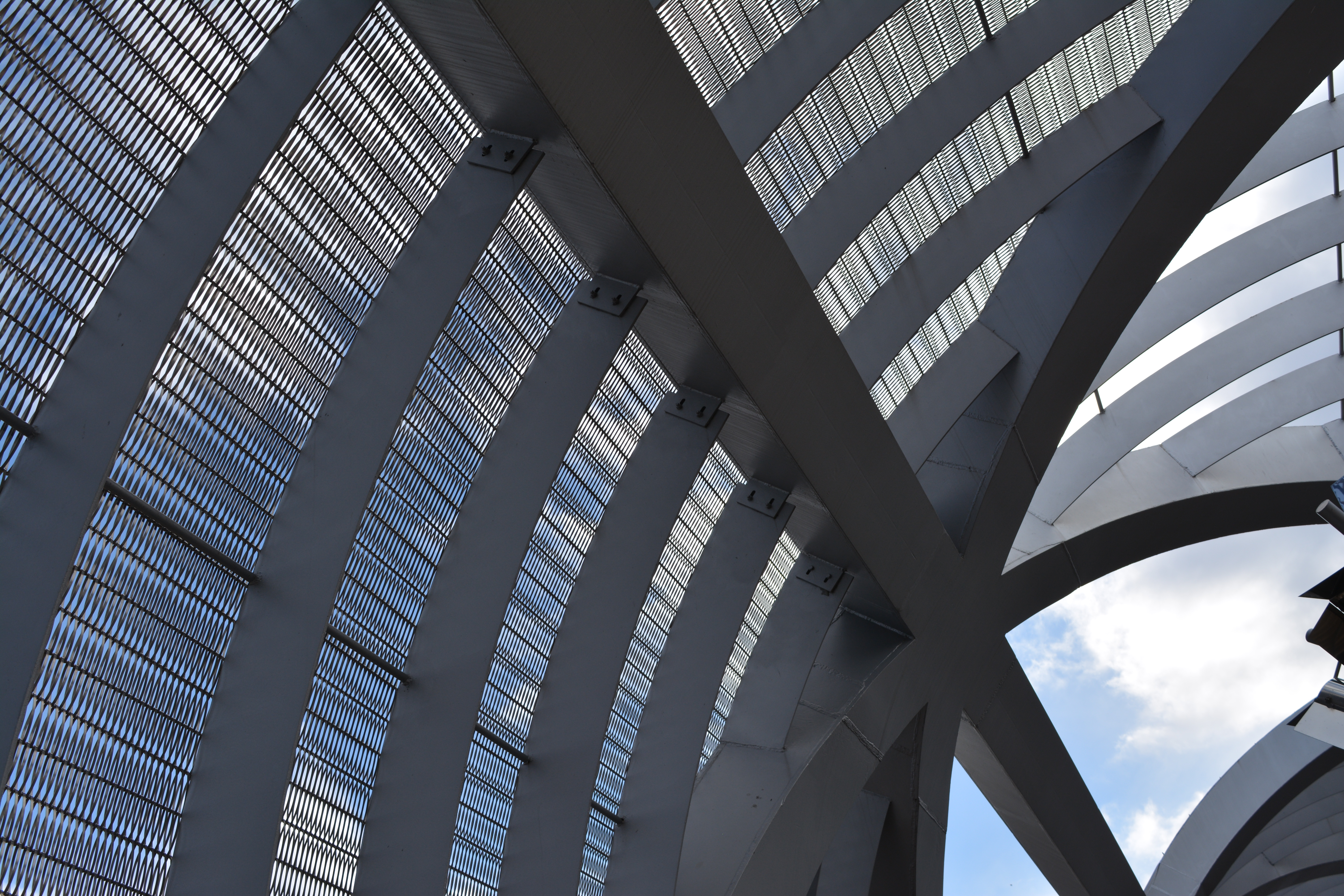
Detalle interior de las costillas

Los cordones y las diagonales helicoidales están cosidos mediante costillas de acero inoxidable, unidas a la estructura principal mediante tornillos de acero inoxidable.
La estructura está envuelta en gran parte con una cinta plateada formada por una malla de acero inoxidable, cosida a la misma con anclajes metálicos y curvada en dos direcciones. La malla tiene un espesor de 22 milímetros, una superficie de huecos del 36% y un peso aproximado de 8.9 kilogramos por metro cuadrado. La superficie total de malla utilizada es de 4500 metros cuadrados.

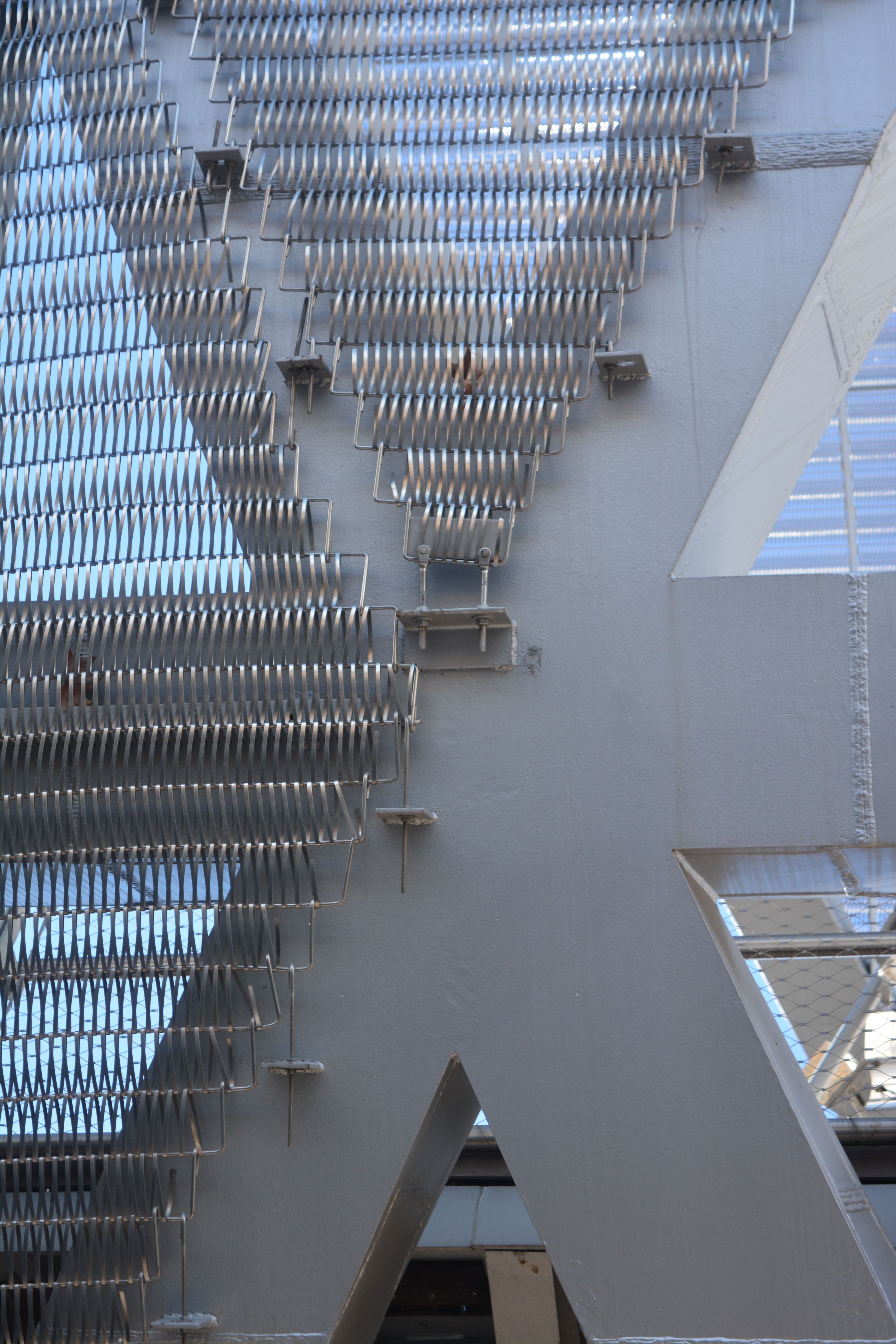
Detalle de la malla metálica envolvente

Este diseño protege del sol a la vez que permite las vistas y otorga cierta sensación de transparencia. La malla se compone de 64 secciones triangulares (30 en el tramo norte y 34 en el sur), coincidiendo con la modulación de la estructura. La malla presentan aperturas en determinadas zonas.
Para el montaje de las secciones de malla se requirió un trabajo de gran precisión debido a su tamaño. Cada sección fue montada mediante una grúa desde la parte superior, definiendo la curvatura necesaria en las dos direcciones para conseguir la tensión necesaria. La técnica de anclaje usando cáncamos fue modificada para adaptarse a los requerimientos del diseño. Los cáncamos fueron montados en pequeñas costillas de 7 mm de espesor soldadas a la estructura principal.
Para la superficie de las pasarelas, se emplean listones de madera separados entre sí, permitiendo de este modo que el sol los atraviese e ilumine la parte del parque inferior. En el interior del tramo sur se han colocado 17 farolas; en el norte 15. Por debajo de la plataforma hay 35 focos en el cono sur y 31 en el norte.

## Galería

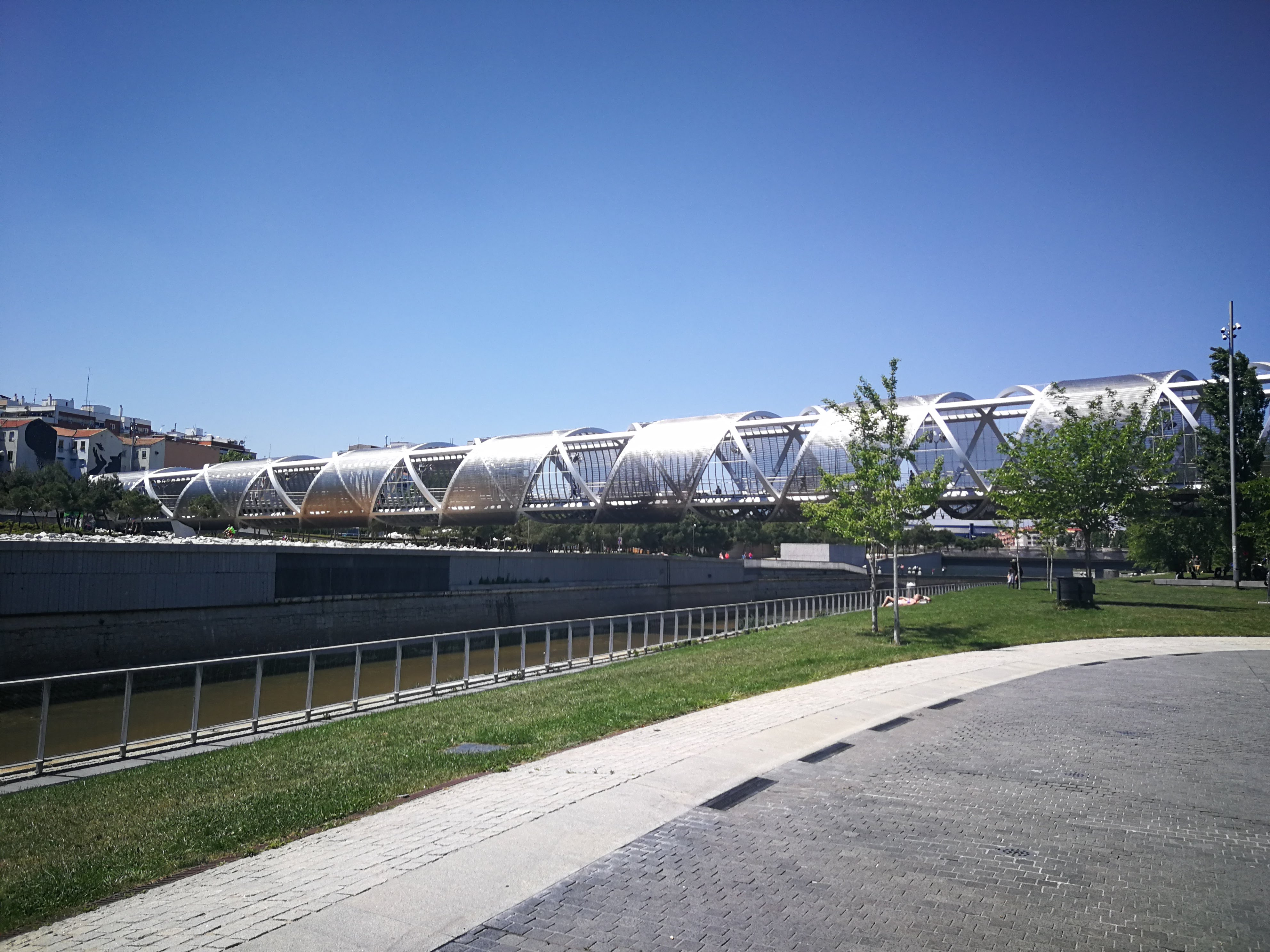
Madrid Rio puente de Perrault 2018
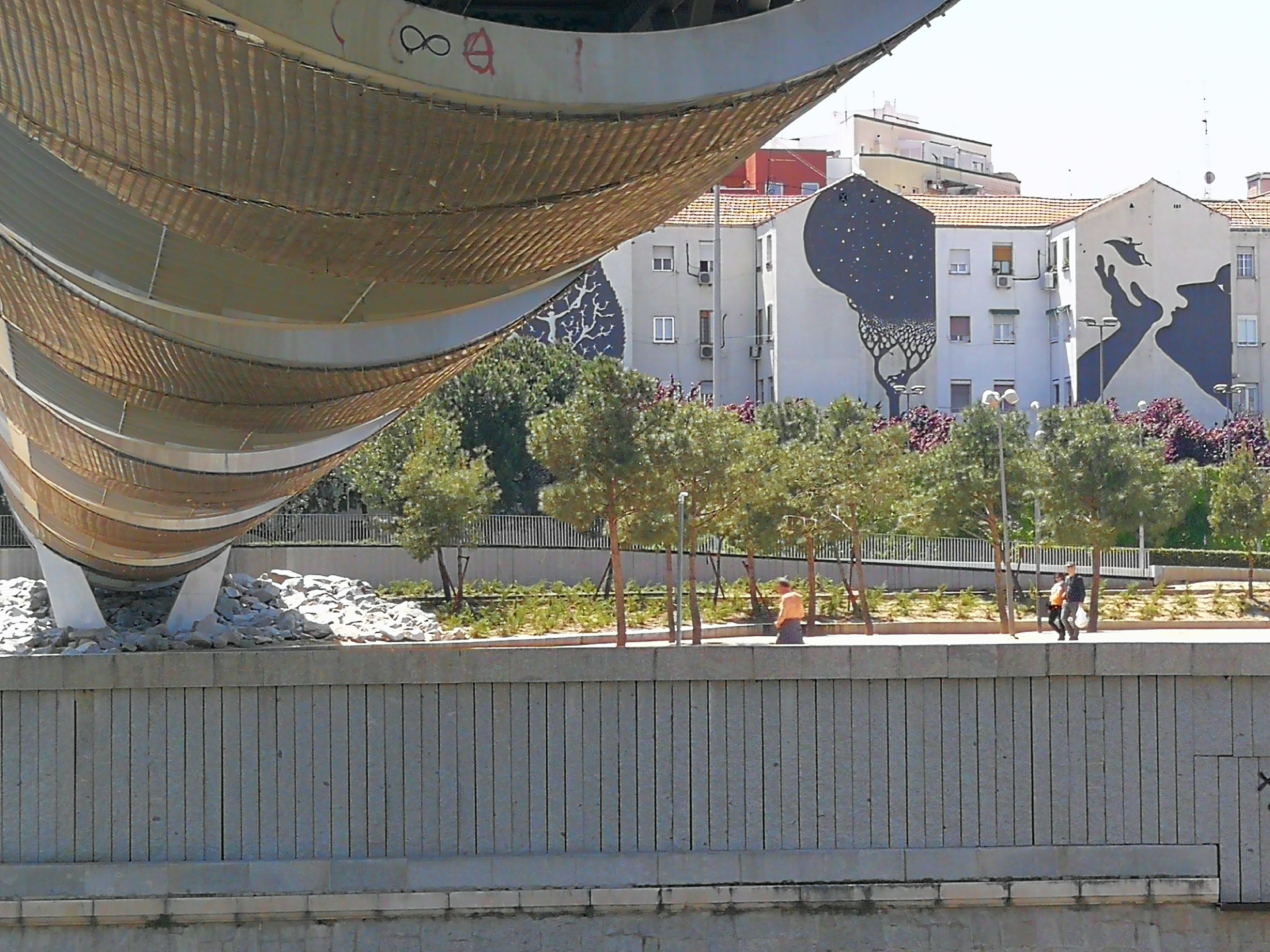
Madrid Rio bajo puente de Perrault 2018